# Húgyhólyag
A húgyhólyag (vesica urinaria) a vizelet tárolására szolgáló, üreges, izmos falú szerv. A vizelet tárolása teszi lehetővé, hogy a vese folyamatos vizelet kiválasztása ellenére a vizelet kiürítése csak időszakosan válik szükségessé. Ennek gyakorisága természetesen függ a termelődött vizelet mennyiségétől, az egyén idegállapotától és a hólyag esetleges kóros elváltozásaitól. A vizelési inger mintegy 300-350 ml vizeletmennyiségnél váltódik ki, ami normál napi vizeletmennyiség mellett napi négy-ötszöri ürítést jelent. 250-300 ml vizelet a hólyagban még a belső nyomás emelkedése nélkül tárolódik.

## Helyzete, fő részei
A húgyhólyag mindkét nemben a kismedencében, annak elülső csontos fala, a szimfízis (symphysis pubica) mögött helyezkedik el, bár anatómiai viszonyaik a két nem kismedencei szerveinek különbözősége miatt eltérőek. Elülső felszínük mindkét nemben egy sok simaizmot tartalmazó rövid szalaggal a szimfízis hátsó felszínéhez rögzül. Felső határa a tető (vertex), teltségi állapotától függően változó magasságig ér fel, alapja (fundus) mindkét nemben viszonylag rögzített. Férfiban a prosztatával, nőben a hüvely elülső falával áll szorosabb összeköttetésben. Ezek közvetítésével a gát izom- és kötőszöveti lemezeire is támaszkodik. Ez a terület háromszög alakú, amelynek elülső csúcsát a húgycső, hátsó két csúcsát a két húgyvezeték (ureter) nyílása képezi. A húgyvezetékek a vesemedencékből kisebb adagokban szállítják a vizeletet a hólyagba. 

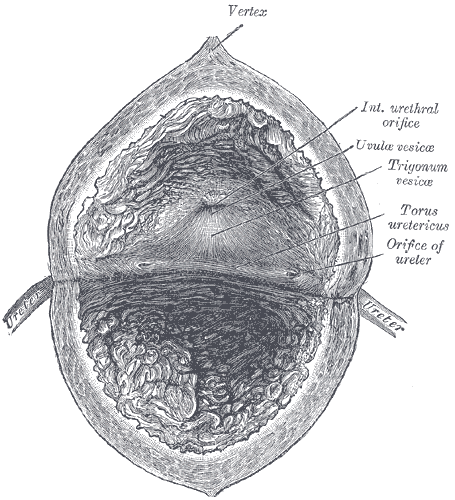
A húgyhólyag (feltárt belső üreggel).

## Mögöttes kismedencei szervek, hashártyaviszonyok
Hátsó felszínét mindkét nemben hashártya (peritoneum) borítja, de a beborított felszín nagysága a teltségi állapottól függ. Férfiban a hashártya közvetlenül a végbél középső harmadának elülső felszínére csap át, nőben viszont a méhnyak-méhtest határán a méhtest elülső falára. Az előre dűlő-hajló (anteversio és anteflexio) méhtest ráfekszik a női húgyhólyag hátsó felszínére, és ennek kismértékű teltsége mellett a méhtest gyakorlatilag vízszintes helyzetű.

## Falszerkezete
Belülről teltségétől függően redőzött nyálkahártya béleli. A nyálkahártya lényegében sima a funduson lévő háromszög területén. A hámja sajátos többrétegű hám (urothelium), amely jól tud alkalmazkodni a viszonylag nagymértékű térfogatváltozásokhoz, másrészt legfelső rétegét olyan sejtek (ernyősejtek) alkotják, amelyek amellett, hogy képesek ennek megfelelően szétterülni és összehúzódni, speciális védelmet nyújtanak a vizelet ozmotikus koncentrációjának szélsőséges változásaival szemben. A hám alatt laza rostos kötőszövet van.
A fal izomzata három simaizom rétegből áll, bár ezek fejlettsége területenként változó. A belső réteg hálózatos szerkezetű. A középső körkörös, amely a húgycső belső nyílása körül megerősödve a belső (nem akaratlagos) záróizmot képezi, a külső, hosszanti réteg a hátsó felszínen a legfejlettebb. A harántcsíkolt izomból álló, körkörös elrendeződésű akaratlagos záróizom a gát állományának elülső lemezében (diaphragma urogenitale) található.

## Erei, idegei
Artériás vérellátását a belső csípőverőér ágaiból kapja, vénás vére egy vénás fonat közvetítésével a belső csípővénákba ömlik. Nyirokerei a csípőverőerek mentén található nyirokcsomókba vezetődnek. Szimpatikus és paraszimpatikus idegellátása biztosítja a vizelettartás és a vizeletürítés folyamatainak összehangolását.

## Betegségei
Gyakori betegsége a nyálkahártya gyulladása (különösen nőknél) (kiváló rá a fehérbabhéj tea, ha nem mutatható ki kórokozó, most már a gyógyszerészek is kezdik ismerni), a koncentrált vizeletből húgykövek képződhetnek, (vagy elsődlegesen magában a hólyagban, de a húgyvezetéken keresztül a vesemedencékből is származhatnak), a kövek gyulladást válthatnak ki, emellett elakadásukkal erős fájdalmakat okozhatnak. Előfordulhatnak a nyálkahártyából, vagy a fal más szövetelemeiből kiinduló különböző típusú jó- és rosszindulatú daganatok. A nyálkahártya belső felszínének kinézete a húgycsövön át fölvezetett optikai eszközzel, a cisztoszkóppal vizsgálható.

## Galéria

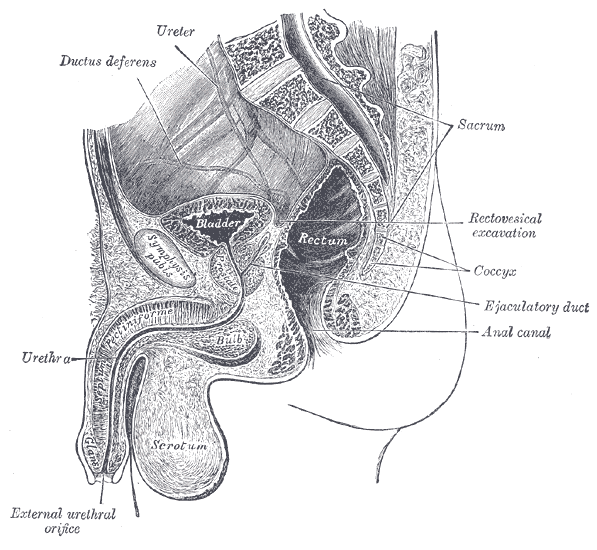
A férfi kismedence medián sagittális metszete
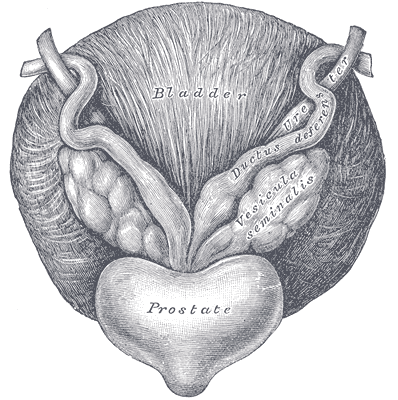
A férfi húgyhólyag fundusa hátulról nézve az ondóhólyagokkal és a húgyvezetékekkel
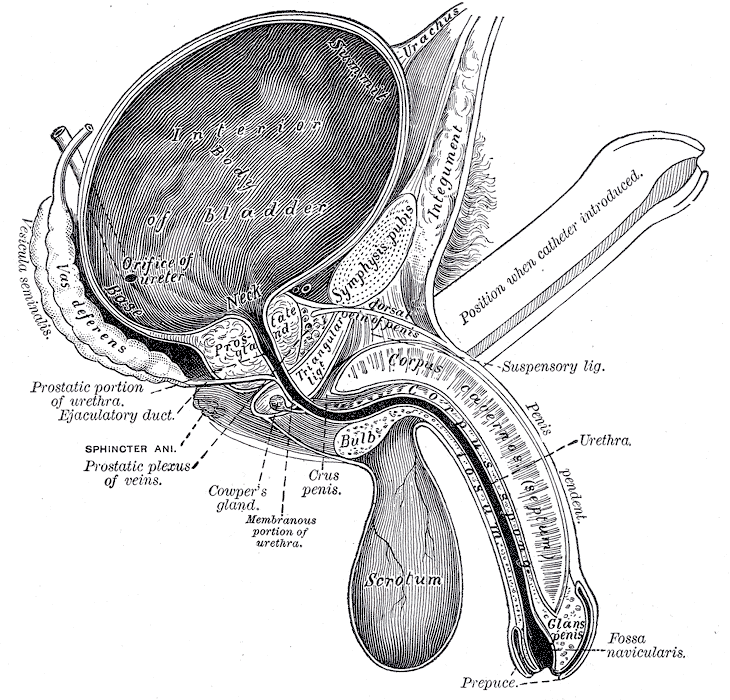
A húgyhólyag, a hímvessző és a férfi húgycső medián sagittális metszete
A férfi kismedence metszetének vázlatrajza (A hólyag sárga színnel jelölve)